# 정치관여죄
정치관여죄는 군인이나 군형법에 의하여 군인에 준하는 지위를 가지는 사람, 국가정보원 직원이  정당이나 정치단체에 가입하거나 그밖의 금지된 방법으로 정치에 관여하였을 때 적용되는 군형법과 국가정보원법에 의한 벌칙이다. 공소시효는 10년이다. 국가정보원 직원의 정치관여죄는 미수범도 처벌한다.

## 역사

### 군형법
- 1930년 일본 육군형법 103조 정치에 관한 상서, 건백 기타 청원을 위해 연설 또는 문서로 의견을 공표한 자는 3년이하의 금고에 처한다.

군정을 관장하는 군인이 정치에 관해 건의하는 것은 당연한 일이지만 군정과 관계없는 현역 군인이 정치에 관해 논의하거나 건의하는 것은 불허한다. (데라우치 히사이치 육군대신)

- 1962년 1월 20일 시행 군형법 제94조 정치단체에 가입하거나 연설 또는 문서 기타의 방법으로 정치적 의견을 공표하거나 기타 정치운동을 한 자는 2년이하의 금고에 처한다.
- 2010년 2월 3일 군형법 제94조 정치단체에 가입하거나 연설, 문서 또는 그밖의 방법으로 정치적 의견을 공표하거나 그 밖의 정치운동을 한 사람은 2년이하의 금고에 처한다.
- 2014년 1월 14일 시행 군형법 제94조 정당이나 정치단체에 가입하거나 다음 1~6호 어느 하나에 해당하는 행위를 한 사람은 5년이하의 징역과 5년이하의 자격정지에 처한다.[3]

### 국가정보원법
중앙정보부법과 국가안전기획부법에서는 "부장·차장 및 기획조정실장은 정당에 가입하거나 정치활동에 관여할 수 없다."는 정치활동금지법만 있을 뿐 벌칙조항이 없었다. 그러다가 1994년 1월 5일 시행된 국가안전기획부법에서 "부장·차장 및 기타 직원은 정당 기타 정치단체에 가입하거나 정치활동에 관여하는 행위를 하여서는 아니된다."는 제9조 정치관여금지에서 정치활동에 관여하는 행위를 1. 정당이나 정치단체의 결성 또는 가입을 지원하거나 방해하는 행위 2. 그 직위를 이용하여 특정정당 또는 특정정치인에 대하여 지지 또는 반대하는 의견을 유포하거나 이러한 여론을 조성할 목적으로 특정정당 또는 특정정치인에 대하여 찬양 또는 비방하는 내용의 의견 또는 사실을 유포하는 행위 3. 특정정당 또는 특정정치인을 위하여 기부금모집을 지원하거나 방해하는 행위 또는 국가·지방자치단체 및 정부투자기관의 자금을 이용하거나 이용하게 하는 행위 4. 특정정당 또는 특정인의 선거운동을 하거나 선거관련대책회의에 관여하는 행위 5. 소속직원이나 다른 공무원에 대하여 제1호 내지 제4호의 행위를 하도록 요구하거나 위 각호의 행위와 관련하여 보상 또는 보복으로써 이익 또는 불이익을 주거나 이를 약속 또는 고지하는 행위라고 특정하였고 이를 위반하여 "정당 기타 정치단체에 가입하거나 정치활동에 관여하는 행위를 한 자는 5년이하의 징역과 5년이하의 자격정지에 처한다."는 18조 정치관여죄가 입법되었다.

## 적용 사례

### 군형법
- 1963년 군정 연장 데모에 참가한 수도방위사령부 소속 고모씨 소령 등 49명에 대해 정치관여죄로 기소했다가 공소취소했다.
- 1989년 군의 정치적 중립과 정치군인의 각성을 촉구한 명예선언 사건의 이동균 대위 등 5명에 대해 정치관여죄 적용을 숨기려다가 비판을 받고 명령 불복종 등으로 바꿔 기소했다.
- 1996년 산사태로 20명의 휘하 장병이 목숨을 잃었던 육군5사단 27연대 소속 손대희(학군19기) 중령이 1997년 12월 대통령선거때 이회창 후보 아들의 병역문제에 대하여 "군이 심한 정체성의 위기에 빠져 전투력의 요체인 정신전력이 땅에 떨어져 있다. 이에 대해 책임있는 이회창 후보가 대통령후보를 사퇴해야 한다는 게 대다수 군인들의 생각"이라는 내용으로[4] 시국선언을 발표한 것에 대해 고등군사법원(재판장 육군대령 박종철)은 "본분을 망각한 피고인의 행위는 군의 정치적 중립을 염원하는 많은 국민에게 큰 실망과 혼란을 주었으며 군의 사기와 단결을 저해했다"며 정치관여죄와 근무지무단이탈죄를 적용하여 징역1년을 선고했다. 이후 1999년 삼일절에 대통령에 의해 특별복권되었다.
- 국방부 고등군사법원은 2018년 1월 12일 항소심 선고공판에서  “ 2011년 11월부터 2013년 10월까지 인터넷 댓글 등을 통한 정치관여 행위는 군의 정치적 중립을 크게 훼손함으로써 자유민주적 기본질서를 위협하는 중대범죄로서 엄단할 필요가 크다"고 하면서 사이버사 심리전단 작전총괄(3급) 박모 씨의 정치관여죄에 대해 금고 6월, 사이버사 심리전단 지원총괄(4급) 정모 씨의 정치관여죄와 허위공문서작성죄 등에 대해 징역 1년을 선고하면서 법정구속했다.
- 국군사이버사령부 소속 530단장(심리전단장)으로서 2012년 대통령선거 전후 사이버사 소속 121명과 공모해 12365개의 댓글을 게재한  이태하에 대해 서울고등법원 형사2부(이상주 재판장)는 "군의 정치적 중립은 뼈아픈 역사적 배경의 산물로서 우리 헌법이 달성하고자 하는 주된 가치 중의 하나이다. 심리전단장인 이태하가 헌법적 가치를 철저히 무시하고 군을 향한 국민의 기대와 믿음을 저버렸다 이와같은 일이 재발하지 않게 막아 건전한 민주주의의 발전을 꾀하고 군의 정치적 중립에 관한 국민의 신뢰를 다시 세울 단초를 마련하기 위해서라도 엄하게 처벌함이 마땅하다"고 하면서 징역2년을 선고한 원심을 깨고 징역1년6월을 선고하면서 건강상태를 고려해 법정구속하지 않았다.[5]
- 2012년 대통령선거를 앞두고 여론조작 활동에 추가 투입할 군무원을 친여성향 기준으로 선발하도록 신원조사 기준을 상향 실시, 면접에서 특정지역 출신을 배제, 임관빈 전 국방부 정책실장, 연제욱·옥도경 전 사이버사령관, 이태하 전 사이버사 심리전단장 등과 공모해 2011년 11월 18일~2013년 6월 8일 SNS와 포털 사이트 등에 댓글 8862개를 게시한 김관진 전 국방부 장관에 대해 정치관여 등으로 구속했으나 “김관진 전 장관은 정상적인 심리전을 지시했을 뿐 구체적인 댓글 내용을 알고 지시한 게 아니다"고 하면서 군형법 94조의 위헌성을 주장한 구속적부심에서 "증거인멸과 도주우려가 없다"는 이유로 석방되었다.

### 국가정보원법
2012년 대통령선거 등에서 대북심리전의 일환으로 야당 정치인 등을 비방하게 한 원세훈에 대해 1심 법원은 트위터 계정 175개에서 113621개의 글에 대해 죄를 인정하여 징역2년6월 집행유예4년을 선고했으나 항소심에서 트위터 계정 716개 113621개의 글을 인정하면서 425지논, 씨큐리티 파일을 증거로서 인정하여 징역3년에 법정구속했다. 하지만 대법원은 항소심에서 인정된 425지논, 시큐리티 파일과 트위터 계정 716개 중에서 691개에 대해 증거능력을 부인하면서 원심을 파기환송했다. 서울고등법원에서 열린 파기환송심에서 트위터 계정 391개 295600건의 글에 대해 유죄를 인정하고 징역4년을 선고하면서 법정구속했다.